# Gerovo Tounjsko
 Gerovo Tounjsko  falu Horvátországban, Károlyváros megyében. Közigazgatásilag Tounjhoz tartozik.

## Fekvése
Károlyvárostól 30 km-re délnyugatra, községközpontjától 2 km-re északra fekszik.

## Története
A falunak 1857-ben 208, 1910-ben 286 lakosa volt. Trianonig Modrus-Fiume vármegye Ogulini járásához tartozott. 2011-ben a falunak 55 lakosa volt.

## Lakosság
| Lakosság változása | Lakosság változása | Lakosság változása | Lakosság változása | Lakosság változása | Lakosság változása | Lakosság változása | Lakosság változása | Lakosság változása | Lakosság változása | Lakosság változása | Lakosság változása | Lakosság változása | Lakosság változása | Lakosság változása | Lakosság változása |
| ------------------ | ------------------ | ------------------ | ------------------ | ------------------ | ------------------ | ------------------ | ------------------ | ------------------ | ------------------ | ------------------ | ------------------ | ------------------ | ------------------ | ------------------ | ------------------ |
| 1857               | 1869               | 1880               | 1890               | 1900               | 1910               | 1921               | 1931               | 1948               | 1953               | 1961               | 1971               | 1981               | 1991               | 2001               | 2011               |
| 208                | 229                | 194                | 194                | 210                | 286                | 157                | 176                | 173                | 187                | 164                | 115                | 78                 | 77                 | 71                 | 55                 |